# Olympische Winterspiele 1924/Eiskunstlauf
Das Eiskunstlaufen stand bereits bei den Olympischen Sommerspielen 1908 in London und den Olympischen Sommerspielen 1920 in Antwerpen im Rahmen so genannter Wintersportwochen auf dem Programm Olympischer Spiele. Bei den I. Olympischen Winterspielen 1924 in Chamonix fanden Wettbewerbe im Einzellauf der Männer und Frauen sowie im Paarlaufen statt. Austragungsort war das Stade Olympique (Olympiastadion) im Ortszentrum. Gelaufen wurde auf zwei Natureisbahnflächen von jeweils 50 × 60 Meter Durchmesser in den Kurvenbereichen der 400-Meter-Eisschnelllaufbahn. Da das Eishockeyturnier zur selben Zeit stattfand wie die Eiskunstlaufwettbewerbe, waren die Zuschauer auch wegen der Eishockeyspiele im Stadion.

## Bilanz

### Medaillenspiegel
| Platz  | Land               | Gold | Silber | Bronze | Gesamt |
| ------ | ------------------ | ---- | ------ | ------ | ------ |
| 1      | Österreich         | 2    | 1      | –      | 3      |
| 2      | Schweden           | 1    | –      | –      | 1      |
| 3      | Finnland           | –    | 1      | –      | 1      |
| 4      | Vereinigte Staaten | –    | 1      | –      | 1      |
| 5      | Frankreich         | –    | –      | 1      | 1      |
| 5      | Großbritannien     | –    | –      | 1      | 1      |
| 5      | Schweiz            | –    | –      | 1      | 1      |
| Gesamt | Gesamt             | 3    | 3      | 3      | 9      |

### Medaillengewinner
| Disziplin | Gold                             | Silber                                | Bronze                      |
| --------- | -------------------------------- | ------------------------------------- | --------------------------- |
| Herren    | Gillis Grafström                 | Willy Böckl                           | Georges Gautschi            |
| Damen     | Herma Szabó                      | Beatrix Loughran                      | Ethel Muckelt               |
| Paare     | Helene Engelmann / Alfred Berger | Ludowika Jakobsson / Walter Jakobsson | Andrée Joly / Pierre Brunet |

## Ergebnisse
- K = Kür
- P = Pflicht
- Pz = Platzziffer
- Pkt. = Punkte

### Herren
| Platz | Land | Sportler         | P  | K  | Pz | Pkt.   |
| ----- | ---- | ---------------- | -- | -- | -- | ------ |
| 1     | SWE  | Gillis Grafström | 1  | 2  | 10 | 367,89 |
| 2     | AUT  | Willy Böckl      | 2  | 1  | 13 | 359,82 |
| 3     | SUI  | Georges Gautschi | 3  | 4  | 23 | 319,07 |
| 4     | TCH  | Josef Slíva      | 5  | 3  | 28 | 310,77 |
| 5     | GBR  | John Page        | 6  | 5  | 36 | 295,36 |
| 6     | USA  | Nathaniel Niles  | 4  | 9  | 46 | 274,47 |
| 7     | CAN  | Melville Rogers  | 7  | 8  | 51 | 269,82 |
| 8     | FRA  | Pierre Brunet    | 9  | 6  | 54 | 268,61 |
| 9     | BEL  | Freddy Mésot     | 8  | 7  | 54 | 266,16 |
| 10    | GBR  | Herbert Clarke   | 10 | 11 | 70 | 219,75 |
| 11    | FRA  | André Malinet    | 11 | 10 | 77 | 202,46 |

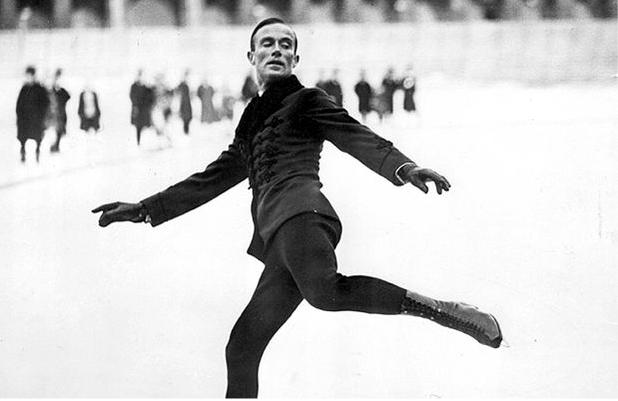
Gillis Grafström bei den Olympischen Winterspielen 1924

Wettkampf: 29. Januar 1924 um 9:30 Uhr (Pflicht) und 30. Januar 1924 um 15:00 Uhr (Kür)
Am Start waren 11 Eiskunstläufer aus 9 Ländern
Zuschauer: 555
Der Wettkampf bestand aus einer Pflicht – es mussten sechs Figuren gezeigt werden – und aus einer fünfminütigen Kür. Der Weltmeister von 1923, Fritz Kachler aus Österreich, und der ungarische Meister Andor Szende fehlten hier, so dass im Kampf um Gold schon im Vorfeld nur Gillis Grafström und Willy Böckl in Frage kamen. Bei früheren Aufeinandertreffen beider ging der Schwede stets als Sieger von der Eisfläche. Grafström war ein exzellenter Läufer von Pflichtfiguren und galt als äußerst eleganter Tänzer mit enormem Musikgefühl. Er lief die beste Pflicht, wurde in der Kür Zweiter und verteidigte seinen Titel von 1920 erfolgreich. Der Wiener Willy Böckl lief zwar die beste Kür aller Teilnehmer, doch reichten die Punkte nicht für den Olympiasieg. Vier der sechs Preisrichter befanden, dass Gillis Grafström, trotz eines Sturzes, besser war als Böckl und setzten den Schweden auf Platz eins.
John Page, Nathaniel Niles, Melville Rogers und Pierre Brunet waren auch im Paarlaufen am Start. Für Gillis Grafström und Nathaniel Niles waren es nach 1920 die zweiten olympischen Eiskunstlaufwettbewerbe.

### Damen
| Platz | Land | Sportlerin       | P | K | Pz | Pkt.   |
| ----- | ---- | ---------------- | - | - | -- | ------ |
| 1     | AUT  | Herma Szabó      | 1 | 1 | 07 | 299,17 |
| 2     | USA  | Beatrix Loughran | 2 | 3 | 14 | 279,85 |
| 3     | GBR  | Ethel Muckelt    | 3 | 7 | 26 | 250,07 |
| 4     | USA  | Theresa Weld     | 4 | 4 | 27 | 249,53 |
| 5     | FRA  | Andrée Joly      | 7 | 2 | 38 | 231,92 |
| 6     | CAN  | Cecil Smith      | 5 | 5 | 44 | 230,75 |
| 7     | GBR  | Kathleen Shaw    | 6 | 8 | 46 | 221,00 |
| 8     | NOR  | Sonja Henie      | 8 | 6 | 50 | 203,82 |

Wettkampf: 28. Januar 1924 um 9:00 Uhr (Pflicht) und 29. Januar 1924 um 13:30 Uhr (Kür)
Am Start waren 8 Eiskunstläuferinnen aus 6 Ländern
Zuschauer: 720
Der Wettkampf bestand aus einer Pflicht (sechs Figuren) und aus einer vierminütigen Kür. Unter den Preisrichtern waren Walter Jakobsson (Finnland) und Georges Wagemans (Belgien), die beide auch als Sportler im Paarlaufen an den Start gingen. Mit Titelverteidigerin Magda Julin und Svea Norén (beide Schweden) fehlten zwei große Favoritinnen, so dass Herma Szabó – Weltmeisterin von 1922 und 1923 – fast mühelos als Beste in Pflicht und Kür zum Olympiasieg lief. Sie gehörte wie Willy Böckl dem Wiener Eislauf-Verein an und gewann die erste olympische Goldmedaille für Österreich bei Wintersportwettbewerben. Wie Phoenix aus der Asche trat dagegen die New Yorkerin Beatrix Loughran auf und gewann völlig überraschend Silber. Loughran war als US-Vizemeisterin nach Chamonix gereist. Eigentlich wurde ihrer Landsfrau Theresa Weld eher eine Medaille zugetraut. Diese verpasste allerdings Bronze denkbar knapp mit nur einer Platzziffer mehr an die Britin Ethel Muckelt.
Achte des Wettkampfes wurde Sonja Henie aus Norwegen, die mit ihren 11 Jahren und 295 Tagen jüngste Teilnehmerin bei diesen Winterspielen war. Zu Beginn ihrer Kür stürzte sie, sagte verlegen nur „Hoppla!“ und begann noch einmal. Seitdem nennt die Presse sie liebevoll Fräulein Hoppla. Sonja Henie wurde später zwischen 1928 und 1936 dreimal Olympiasiegerin. Ethel Muckelt, Theresa Weld, Andrée Joly und Cecil Smith waren auch im Paarlaufen am Start. Für Muckelt und Weld waren es nach 1920 die zweiten Olympischen Spiele.

### Paare
| Platz | Land | Paar                                  | Pz   | Pkt.  |
| ----- | ---- | ------------------------------------- | ---- | ----- |
| 1     | AUT  | Helene Engelmann / Alfred Berger      | 09,0 | 10,64 |
| 2     | FIN  | Ludowika Jakobsson / Walter Jakobsson | 18.5 | 10,25 |
| 3     | FRA  | Andrée Joly / Pierre Brunet           | 22,0 | 09,89 |
| 4     | GBR  | Ethel Muckelt / John Page             | 30,5 | 09,93 |
| 5     | BEL  | Gérardine Herbos / Georges Wagemans   | 37,0 | 08,82 |
| 6     | USA  | Theresa Weld / Nathaniel Niles        | 39,0 | 09,07 |
| 7     | CAN  | Cecil Smith / Melville Rogers         | 41,0 | 09,11 |
| 8     | GBR  | Mildred Richardson / T. D. Richardson | 57,0 | 07,68 |
| 9     | FRA  | Simone Sabouret / Charles Sabouret    | 61,0 | 07,15 |

Wettkampf: 31. Januar 1924 um 15:00 Uhr (Kür)
Am Start waren 9 Paare (18 Eiskunstläufer) aus 7 Ländern
Zuschauer: 347
Der Wettkampf bestand aus einer fünfminütigen Kür. Die Paare wurden dabei von einer Blaskapelle begleitet. Es war fast die gesamte Weltspitze der Paarläufer am Start. Lediglich die Norweger Alexia und Yngvar Bryn fehlten. Der Paarlauf wurde zu einer der spannendsten Entscheidungen. An der Spitze kam es zum Zweikampf zwischen Ludowika und Walter Jakobsson – Weltmeister 1923 – aus Helsinki und Helene Engelmann und Alfred Berger – Weltmeister 1922 – aus Wien. Klassik traf auf Populär. Dabei erwiesen sich die finnischen Titelverteidiger von 1920 als schlechte Verlierer. Sie warfen dem Siegerpaar Engelmann/Berger vor, die Preisrichter mit nicht zum klassischen Kunstlauf gehörender Akrobatik betört zu haben. Die gebürtige Potsdamerin Ludowika Jakobsson war die einzige deutsche Sportlerin in Chamonix und zudem mit 39 Jahren und 188 Tagen auch älteste Medaillengewinnerin Olympischer Winterspiele. Ihr Mann Walter Jakobsson war bereits 41 Jahre und 358 Tage alt.
Peinlicher Irrtum: Nach minutenlangen Standing Ovations wähnte die Presse das kanadische Paar Cecil Smith und Melville Rogers als Sieger und die französischen Journalisten kabelten diese „Sensation“ etwas vorschnell an ihre Zeitungen. Tatsächlich wurden sie aber nur Siebente. Von den insgesamt neun Paaren waren fünf zum zweiten Mal bei Olympia.